# Schleizi-Saalbourgi csata
A schleizi és a saalburgi csata 1806. október 9-én zajlott le a Bogislav Friedrich Emanuel von Tauentzien vezette porosz és  Bernadotte hadseregének részei: Joachim Murat és Jean-Baptiste Drouet d’Erlon gróf vezette francia-itáliai erők között.

## Előzmények
1806. október 2-án a poroszok ultimátumot intéztek Franciaországhoz, követelve a francia csapatok visszavonását a Rajnán túlra. Napóleon végig sem olvasta az ultimátumot. Három nap múlva a francia csapatok hadba indultak Poroszország ellen. Az erők nagyjából egyformák  mind a két oldalon, de a franciák sokkal mozgékonyabbak  és harcedzettebbek voltak. Október 9-én két csatára is sor került Saalburgnál és Schleiznél.

## A csaták
Ez az ütközetek voltak az elsők a negyedik koalíció háborúinak sorában. A Grande Armee díszszemlét tartott a Frankenwaldban, a színházban 3 hadoszlopban vonult:
- A jobb oldali hadoszlop 50 000 főből állt Soult és Ney irányításával és a bajorok tartoztak ide
- A középső hadoszlop 70 000 főből állt, a fő hadtestet Bernadotte  vezette (aki elővédet formált a Lasalle és Milhaud könnyű lovasságából) és Davout erőiből.
- A bal oldali hadoszlopot Lannes és Augereau hadteste alkotta.

Mindnyájan együtt masíroztak Berlin irányába a Saale jobb partján. Ez a hadművelet 1806 október 8 - 10. között zajlott le.

### A saalbourgi csata
A porosz hadsereg  vezetője II. Károly braunschweig–wolfenbütteli fejedelem Weimarnál koncentrálta erőit és a franciák cselének gondolta a támadást, a Türingiai-erdő felé vonult keletre, rájött, hogy túl nagy a kockázat, ezzel a keleti kitérővel .
Nem tudta, mit tegyen, elkészült a visszavonulásra.
De Hohenlohe herceg, parancsa ellenére, hogy csatlakozzon hozzá, inkább elfogadja a támadó pozícióját és továbbra is a Saale partján maradt.
Ekkor küldték hátvédnek Lajos Ferdinánd herceget Saalfeld irányába, Tauenzien Schleiznél beleütközött Bernadotte hadoszlopába.
1806 október 8-án reggel az elit 27. könnyű hadosztály Lacoste ezredes (Bernadotte elővédje) villámgyorsan elfoglalta  a  saalbourgi hidat, amin át lehet kelni a Saale jobb partján  és  rá lehet térni Lipcsébe vezető útra.

### A schleizi csata
Dél körül Bernadotte marsall összpontosítani próbált Schleiznél, amit a porosz  von Tauenzien tábornok zászlóalja foglalt el a 8. és 2. lovas ezredekkel, mintegy 6000 emberrel (de csak 2600 vett részt a harcban). Joachim Murat ahogy megérkezett a csatatérre, átvette a parancsnokságot. Von Tauentzien ahogy észrevette, hogy a franciák előnyösebb helyzetben és többen vannak, taktikai visszavonulást hajtott végre. A szárnyain lévő erőktől elvágták, ennek következtében 400 embert veszített.

## Anekdoták
Jean-Baptiste Bernadotte jelentésében megpróbálta azt a pletykát terjeszteni, hogy ez egy nagy csata volt. Az is igaz, hogy az 1. hadtest nem sok mást hallott a nap folyamán, hogy ez egy csodálatos hadjárat.
Savary tábornok, a császár szárnysegédje szerint a császár nem is említi ezt a csatát az emlékirataiban.

## Fordítás
- Ez a szócikk részben vagy egészben  a   Battle of Schleiz című angol Wikipédia-szócikk fordításán alapul.  Az eredeti cikk szerkesztőit annak laptörténete sorolja fel. Ez a jelzés csupán a megfogalmazás eredetét és a szerzői jogokat jelzi, nem szolgál a cikkben szereplő információk forrásmegjelöléseként.